# Indianapolis 500 1939

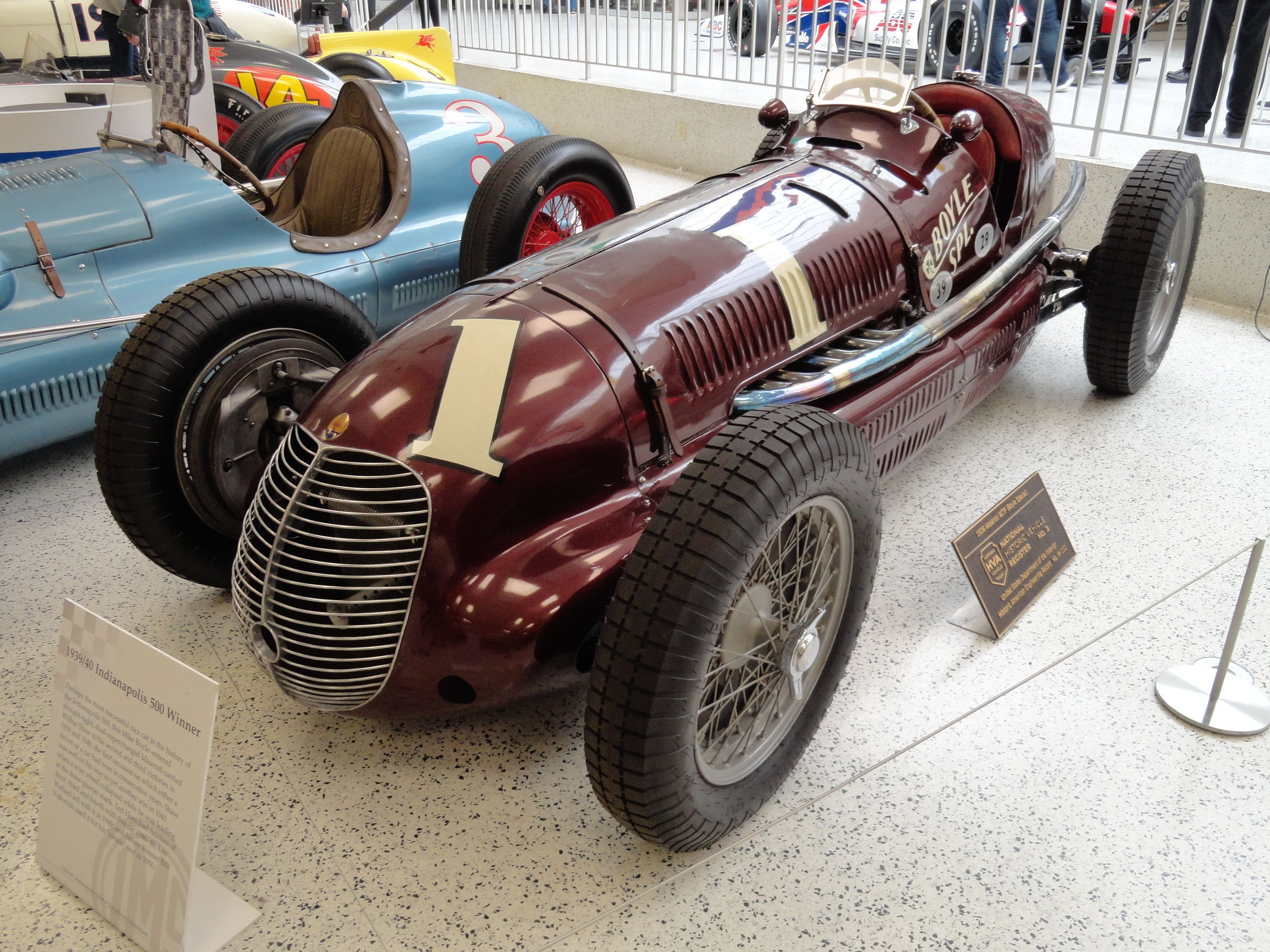
Maserati 8CTF, Siegerwagen von Wilbur Shaw

Das 27. Indianapolis 500 (offiziell 27th 500 Mile International Sweepstakes Race) auf dem Indianapolis Motor Speedway fand am 30. Mai 1939 statt.

## Das Rennen
Das Rennen ging über eine Distanz von 200 Runden à 4,023 km, was einer Gesamtdistanz von 804,672 km entspricht. Aus der Pole-Position startete Jimmy Snyder mit einer Vierrunden-Durchschnittszeit von 4:36.63 Min. oder 130,138 mph (209,437 km/h). Das Rennen war der erste Lauf zur AAA-Saison 1939.

## Ergebnisse

### Startaufstellung
| Reihe | Innen           | Mitte         | Außen            |
| ----- | --------------- | ------------- | ---------------- |
| 1     | Jimmy Snyder    | Louis Meyer   | Wilbur Shaw      |
| 2     | Ted Horn        | Chet Miller   | George Bailey    |
| 3     | Shorty Cantlon  | Mauri Rose    | Herb Ardinger    |
| 4     | Cliff Bergere   | Frank Brisko  | George Connor    |
| 5     | Ralph Hepburn   | Mel Hansen    | George Barringer |
| 6     | Babe Stapp      | Frank Wearne  | Ira Hall         |
| 7     | Rex Mays        | Joel Thorne   | Emil Andres      |
| 8     | Bob Swanson     | Floyd Roberts | Kelly Petillo    |
| 9     | Russ Snowberger | Tony Willman  | Tony Gulotta     |
| 10    | Al Miller       | Floyd Davis   | Louis Tomei      |
| 11    | Deacon Litz     | Harry McQuinn | Billy Devore     |

### Schlussklassement
| Pos. | Nr. | Name              | Chassis                 | Motor       | Zeit/Rückstand              | Qualifikation ø 4 Rd. mph | Start |
| ---- | --- | ----------------- | ----------------------- | ----------- | --------------------------- | ------------------------- | ----- |
| 1    | 2   | Wilbur Shaw (W)   | Maserati 8CTF           | Maserati    | 4:20:47.39 Std. 115,035 mph | 128,977                   | 3     |
| 2    | 10  | Jimmy Snyder      | Adams                   | Sparks      | 200                         | 130,138                   | 1     |
| 3    | 54  | Cliff Bergere     | Miller-Ford             | Offenhauser | 200                         | 123,835                   | 10    |
| 4    | 4   | Ted Horn          | Miller                  | Miller      | 200                         | 127,723                   | 4     |
| 5    | 31  | Babe Stapp        | Alfa Romeo 8C-35 Tipo C | Alfa Romeo  | 200                         | 125,000                   | 16    |
| 6    | 41  | George Barringer  | Weil                    | Offenhauser | 200                         | 120,935                   | 15    |
| 7    | 8   | Joel Thorne       | Adams                   | Sparks      | 200                         | 122,177                   | 20    |
| 8    | 16  | Mauri Rose        | Shaw                    | Offenhauser | 200                         | 124,896                   | 8     |
| 9    | 14  | Frank Wearne      | Wetteroth               | Offenhauser | 200                         | 125,074                   | 17    |
| 10   | 26  | Billy Devore      | Weil                    | Duray       | 200                         | 116,527                   | 33    |
| 11   | 62  | Tony Gulotta      | Stevens                 | Offenhauser | 200                         | 121,749                   | 27    |
| 12   | 45  | Louis Meyer (W)   | Stevens                 | Winfield    | 197 (Unfall)                | 130,067                   | 2     |
| 13   | 18  | George Connor     | Adams                   | Offenhauser | 195 (Motor)                 | 123,208                   | 12    |
| 14   | 51  | Tony Willman      | Lencki                  | Lencki      | 188 (Kraftstoffpumpe)       | 122,771                   | 26    |
| 15   | 58  | Louis Tomei       | Alfa Romeo Tipo B       | Alfa Romeo  | 186                         | 118,426                   | 30    |
| 16   | 15  | Rex Mays          | Adams                   | Sparks      | 145 (Defekt)                | 126,413                   | 19    |
| 17   | 9   | Herb Ardinger     | Wetteroth               | Miller      | 141 (Kupplung)              | 124,125                   | 9     |
| 18   | 35  | Kelly Petillo (W) | Wetteroth               | Offenhauser | 141 (Motor)                 | 123,660                   | 24    |
| 19   | 49  | Mel Hansen (R)    | Shaw                    | Offenhauser | 113 (Unfall)                | 121,683                   | 14    |
| 20   | 38  | Harry McQuinn     | Blume                   | Brisko      | 110 (Einspritzung)          | 117,287                   | 32    |
| 21   | 3   | Chet Miller       | Summers                 | Miller      | 109 (Unfall)                | 126,318                   | 5     |
| 22   | 25  | Ralph Hepburn     | Stevens                 | Offenhauser | 107 (Unfall)                | 122,204                   | 13    |
| 23   | 1   | Floyd Roberts (W) | Wetteroth               | Offenhauser | 106 (Unfall)                | 128,968                   | 23    |
| 24   | 37  | Ira Hall          | Nowiak                  | Studebaker  | 89 (Zylinderkopfdichtung)   | 121,188                   | 18    |
| 25   | 21  | Russ Snowberger   | Snowberger              | Miller      | 50 (Kühlung)                | 123,199                   | 25    |
| 26   | 17  | George Bailey     | Miller                  | Miller      | 47 (Ventile)                | 125,821                   | 6     |
| 27   | 56  | Floyd Davis       | Miller                  | Offenhauser | 43 (Stoßdämpfer)            | 119,375                   | 29    |
| 28   | 42  | Al Miller         | Adams                   | Offenhauser | 41 (Zylinder)               | 123,233                   | 28    |
| 29   | 29  | Frank Brisko      | Stevens                 | Brisko      | 38 (Kühlung)                | 123,351                   | 11    |
| 30   | 44  | Emil Andres       | Stevens                 | Offenhauser | 22 (Zündkerzen)             | 121,212                   | 21    |
| 31   | 32  | Bob Swanson       | Stevens                 | Sampson     | 19 (Hinterradaufhängung)    | 129,431                   | 22    |
| 32   | 47  | Shorty Cantlon    | Stevens                 | Offenhauser | 15 (Lager)                  | 125,567                   | 7     |
| 33   | 53  | Deacon Litz       | Maserati V8RI           | Maserati    | 7 (Ventile)                 | 117,979                   | 31    |

(W)=früherer Gewinner / (R)=Rookie / alle Starter auf Firestone-Reifen

### Führungsrunden
| Fahrer       | Anzahl |
| ------------ | ------ |
| Louis Meyer  | 79     |
| Jimmy Snyder | 65     |
| Wilbur Shaw  | 51     |
| Ted Horn     | 4      |
| Rex Mays     | 1      |